# José de la Vega Marrugal
José de la Vega Marrugal (1827-1896) fue un pintor español del que se tienen escasos datos biográficos, estuvo activo en Sevilla, fue discípulo de José María Romero y Eduardo Cano. Participó activamente en la Academia Libre de Bellas Artes de Sevilla. Fue profesor y contó entre sus alumnos a algunos artistas reconocidos como Manuel García y Rodríguez y Antonio Susillo.

## Biografía
La mayor parte de su producción artística está formado por lienzos sobre temas populares y costumbristas, como los titulados: Un corral de Sevilla, El capellán de Santa Clara, Uvas mollares, Uvas luises, La niña de los pavos y El paseo. Pintó un retrato de Cristóbal Colón en 1892 por encargo del Ayuntamiento de Sevilla para conmemoras el IV centenario del descubrimiento de América, en esta obra el marino aparece de pie, con la mano izquierda apoyada en una esfera terrestre y la derecha sobre las capitulaciones de Santa Fe firmadas por los Reyes Católicos. También realizó pintura religiosa como Santo Tomas de Villanueva dando limosna que pertenece a la colección Bellver de Sevilla.